# 제국왕실군
제국왕실군(독일어: Kaiserlich-königliche Armee, 한국 한자: 帝國王室軍) 또는 오스트리아 제국 육군은 1745년부터 1866년까지 합스부르크 군주국의 군대와 오스트리아 제국 육군을 가리키는 용어이다. "제국왕실"(독일어: Kaiserlich-königliche)이라는 표현은 1745년 처음 등장하였다. 이 때 제국은 1804년까지는 신성 로마 제국을 가리키다가 그 이후부터는 오스트리아 제국을 가리키는 용어가 되었고 왕실은 보헤미아 왕국을 가리켰다.
제국왕실군은 신성 로마 제국의 근황군과 제국군의 전통을 답습하는 한편, 합스부르크 군주국의 군 전통도 유지했다. 제국왕실군은 유럽에서 가장 강력한 군대 중 하나였다. 그러나 나폴레옹 전쟁 당시 제국왕실군이 프랑스군에 연이어 패배한 이후 테셴 공작 카를의 주도로 제국왕실군은 대대적인 개편 및 개혁 과정을 거쳤고, 그 결과 제국왕실군은 오스트리아 전체를 통솔하는 군대로 변모하게 되었다. 이후 제국왕실군은 나폴레옹 전쟁, 제1차 이탈리아 독립 전쟁, 제2차 이탈리아 독립 전쟁, 제2차 슐레스비히 전쟁 등 다양한 전쟁에 참여하였다. 1868년 대타협 이후에 오스트리아-헝가리 제국 육군으로 개편되었지만, 제국왕실군의 편제 방식은 여전히 그대로 남게 되었다.